# Xavantina
Xavantina es un municipio brasileño del estado de Santa Catarina. Tiene una población estimada al 2022 de 3 653 habitantes. Pertenece a la Región metropolitana de Chapecó.

## Toponimia
Existen dos versiones sobre el origen del topónimo Xavantina: nombre que reciben las pequeñas indias pertenecientes a las tribus indias Xavante; o homenaje a un colonizador, el señor Possan, propietario del primer automóvil, propietario de un terreno en Nova Xavantina, Mato Grosso.

## Historia
La población de la localidad se estableció en 1920 tras la creación del tren São Paulo-Río Grande del Sur, con familias mayoritariamente de origen italiano. La mayor actividad económica fue la madera y la agricultura.
Distrito de Seara, se emancipó el 13 de diciembre de 1963, instalando el municipio el 2 de febrero de 1964.